# Пекинез
Пекинезът е древна и дребна на ръст порода кучета, произлизаща от Китай. В миналото са били любима порода на императорите в забранения град в Пекин, откъдето идва и името им. Първите сведения за тази порода са от 8 век по времето на династията Тан.
Породата има някои особени характеристики и здравни проблеми наред с атрактивния си външен вид. Пекинезът често се бърка с японските кучета хин поради голямата прилика между тях.
Наричани са още Фу (Foo dogs) от китайците и са описани в голям брой древни творби.

## Външен вид
Пекинезът е порода, създадена, за да обитава покоите на дворците и замъците. Някои хора твърдят, че това куче прилича на лъв по смелост и на маймуна по погледа и най-вече муцуната.
Средната височина на пекинеза е 20 см, а средното им тегло варира от 4.5 кг за женските до 4.6 кг за мъжките. Теглото им не бива да надвишава 6 кг. Съществуват и по-малки пекинези, които се наричат „Sleeves“ (ръкави). Името им идва от древността, когато императорите са носили този вид пекинези в ръкавите си. Пекинезът е изненадващо тежък за своя размер и има едър мускулест вид. Главата е сравнително голяма в сравнение с тялото. Ако се храни често пекинезът бързо може да придобие наднормено тегло.
Муцуната му не е задължително да бъде издадена напред. Лицето е съвършено плоско. Големият черен нос с широко отворени ноздри е разположен на равнището на изразителни и гледащи напред очи. Отгоре на носната гъба, трябва да лежи, падаща от челото кожна гънка, а носът не трябва да стърчи пред нея. Малко по-нагоре – ниско, но широко чело, създава впечатление, че е сплеснато отгоре. По-надолу едва се издава напред долната челюст, подчертаваща плътната захапка и сплеснатостта отпред.
Гледан отпред, пекинезът напомня на старинна мебел. Опашката на кучето е завита нагоре, лежи на гърба и достига до главата.
Породата е на около 2000 години и за този период от време не се е променила много. В днешно време повечето развъдници и специалисти предпочитат дълкосместите пекинези в сравнение с традиционния шпаньолски тип.
Чрез рзвъждане са постигнати всички възможни цветове. Най-разпространен е златистият пекинез, който е символизирал величието на управляващите в Пекин. Повечето пекинези са златисти, рижави и кафяви. Има също така и светлоруси, черни, бели и на петна. Белите пекинези с розови очи са албиноси и трябва да се развъждат много внимателно.
Най-срещаната заблуда за пекинезите е, че те са бавни и мързеливи животни, поради дългата им козина. Всъщност те са много активни и атлетични животни. Развъждани са с цел да бъдат компания на императора на Китай и евнусите. Кражбата на пекинез се е наказвала със смърт. Имат къси крака, което е с цел да намали странстването им.

## История
Пекинезът е древна декоративна порода, отглеждана столетия наред само в китайските императорски дворци. Пекинезът е познат в Китай от хилядолетия и се смята за една от най-древните чисти породи. Такива кучета са притежавали само китайските императори. Едно от тях било обявено за превъплъщение на Буда и удостоено с високи почести. Пекинезите толкова се ценели, че били взети мерки за предотвратяване изнасянето им извън двореца. Смърт грозяла всеки, който се опитвал да открадне такова куче. Смятало се е, че пекинезите прогонват злите духове. Развъждането им е било издигнато в култ, почитали ги, като императрица Теу Хи е писала за тях поеми, а императрица Тцио Ли, страстна любителка на пекинезите, разработила специални правила за тяхното отглеждане и развъждане. Императорите и техните семейства били погребвани заедно с любимите си пекинези. Кучетата от тази порода са проникнали в Европа, след като британски войски превзели Пекин през 1860 г. и при опожаряването на летния дворец двама британски офицери успели да хванат пет живи пекинеза. Това станало благодарение на милосърдието на принцесата, която трябвало да ги умъртви, за да не попаднат в ръцете на неприятел. Пекинезите били изпратени незабавно в Англия, където по два получили херцогините на Ричмънд и Уелингтън, а петото женско пекинезче било подарено но кралица Виктория, страстна почитателка на дребните породи кучета. След това пекинезите изчезнали от Китай.
Сега за еталон на тази порода се считат английските пекинези. Пекинезът бил целенасочено размножен в Англия и през 1894 г. се появил за първи път на киноложка изложба, а през 1898 г. бил признат като порода от Английския Кенъл Клуб. Първият клуб на любителите на пекинеза във Великобритания бил основан през 1904 г., а в САЩ – през 1909 г.
През 1896 след превземането на императорския дворец от европейците, няколко кучета попаднали в Англия. Пекинезът е родом от Пекин. По-точно – от императорския дворец, защото никъде другаде не се е разрешавало да се гледа и развъжда.

За патриарх на породата в Англия се счита Ah Cum, донесен от Китай през 1896, който е и прародител на много шампиони. Същата година тази порода е окончателно призната, а през 1898 бил утвърден първият стандарт и проведена Световна изложба за пекинези. През 1904 по желание на кралицата в Англия бил създаден първият клуб-развъдник за пекинези. По това време тази порода била изключително рядка. През 1907 мисис Клариса Крос отказала предложението на Дж. П. Морган да продаде един от пекинезите си за 32000 лири стерлинги, поради което кучето било вписано в книгата на рекордите Гинес като най-скъпото в света. Морган не се примирил с отказа и дал на собственичката подписан празен чек, в който тя да напишела сумата собственоръчно, но пак не получил съгласие. Тогава пресата в Англия дълго се шегувала по този повод:
| „ | В Англия има три неща, които не може да си купи даже Дж. П. Морган – хубавото време, британския полицай и пекинеза на мисис Клариса Крос. | “ |

## Темперамент
Пекинезите са много смели и активни животни. Отличават се с чувствителност, голям инат, силна воля, независимост, но и силна привързаност към господаря си. Те са уравновесени, верни, интелигентни и своеволни. Чувстват се като господари на дома, в който живеят и непрекъснато го охраняват. Подходящи са за възрастни хора, но не и за малки деца, защото те биха могли да наранят кучето.
Трудно се поддават на дресировка и е почти невъзможно да бъдат научени да изпълняват много различни команди.
Средно пекинезите живеят от 10 до 15 години.

## Здравословни проблеми
Пекинезите се отличават с някои специфични за своята порода здравословни проблеми. Най-честата причина за смъртта на тази порода е сърдечна недостатъчност. Ако този проблем се открие рано и бъде лекуван с лекарства кучето може да живее много години.
Пекинезите не понасят добре горещото време поради дългата си козина. Добре е по време на летните месеци кучетата да бъдат постригвани и да стоят на сянка. Жегата учестява и пулса им, което ги кара да се задъхват и да дишат трудно. При екстремно високи температури пекинезът може да получи слънчев удар и да умре.
Породата се отличава с големите си черни очи, които често им създават проблеми. Често срещан е проблемът с невъзможността на кучетата да затворят клепача си напълно. Този проблем има няколко степени на сложност. Някои пекинези го имат от рождение и могат да изгубят зрението си до 3 – 4 месеца, а други не го губят до края на живота си. За предотвратяване на тези последствия се използват различни медицински препарати.
Друг проблем свързан с очите на кучетата е отделянето на кафява течност от тях, която наподобява сълзи. Тя се стича от очите и стига до козината около носа на животното. Ако не се почиства тази козина остава твърда и мокра, сякаш топирана с гел. Този проблем обаче се среща по-рядко.
Както всяка малка порода кучета, така и пекинезите имат проблеми с гръбнака. Затова те не бива да бъдат насърчавани да скачат по фотьойли и легла или да изкачват стълбища. Най-често срещаният проблем е разместване на част от костите на гръбнака, което е много болезнено за животното, но може да бъде излекувано бързо от специалист.

## Легенди
За пекинеза са известни няколко легенди, едната от които се казва „Лъвът и мармозетката“:
- Лъвът и мармозетката се влюбили. Но лъвът бил твърде голям. Тогава лъвът отишъл при Буда и му разказал историята си. Буда смалил лъва до размерите на мармозетката и така бил създаден пекинезът.
- Лъвът се влюбил в една пеперуда. Но лъвът и пеперудата съзнавали, че разликата в размерите им е твърде голяма, за да бъде пренебрегвана. Тогава двамата отишли при Буда, който им позволил техните размери да се срещнат по средата. Така бил създаден пекинезът
- Лъвът се влюбил в една маймуна. Но те осъзнали, че има разлика във външния вид. Двамата отишли при Буда, който ги превърнал в едно. Така бил роден пекинезът.

## Интересни факти
- Сред известните любители на тази порода са Барбара Картланд, Шърли Темпъл, Лорета Суит, Елизабет Тейлър, Бети Уайт и Алис Рузвелт.
- Интересен факт е, че само две кучета оцеляват при потъването на Титаник и едното от тях е пекинез.